# Liste des planètes mineures (712001-713000)
Voici la liste des planètes mineures numérotées de 712001 à 713000. Les planètes mineures sont numérotées lorsque leur orbite est confirmée, ce qui peut parfois se produire longtemps après leur découverte. Elles sont classées ici par leur numéro.

## Planètes mineures 712001 à 713000
- (712001) 2014 QS511
- (712002) 2014 QW516
- (712003) 2014 QS518
- (712004) 2014 QX521
- (712005) 2014 QY521
- (712006) 2014 QZ521
- (712007) 2014 QA522
- (712008) 2014 QN522
- (712009) 2014 QT523
- (712010) 2014 QU523
- (712011) 2014 QZ524
- (712012) 2014 QO528
- (712013) 2014 QV528
- (712014) 2014 QD529
- (712015) 2014 QE529
- (712016) 2014 QB531
- (712017) 2014 QB532
- (712018) 2014 QH535
- (712019) 2014 QG537
- (712020) 2014 QA538
- (712021) 2014 QF538
- (712022) 2014 QV538
- (712023) 2014 QX539
- (712024) 2014 QQ540
- (712025) 2014 QU540
- (712026) 2014 QN550
- (712027) 2014 QB558
- (712028) 2014 QV560
- (712029) 2014 QW561
- (712030) 2014 QL565
- (712031) 2014 QV582
- (712032) 2014 QS584
- (712033) 2014 QJ600
- (712034) 2014 QT601
- (712035) 2014 RQ1
- (712036) 2014 RD2
- (712037) 2014 RC3
- (712038) 2014 RV3
- (712039) 2014 RJ5
- (712040) 2014 RA10
- (712041) 2014 RX10
- (712042) 2014 RU14
- (712043) 2014 RK15
- (712044) 2014 RT20
- (712045) 2014 RU23
- (712046) 2014 RM27
- (712047) 2014 RU27
- (712048) 2014 RW27
- (712049) 2014 RW28
- (712050) 2014 RN30
- (712051) 2014 RX32
- (712052) 2014 RV34
- (712053) 2014 RF35
- (712054) 2014 RP37
- (712055) 2014 RK38
- (712056) 2014 RR38
- (712057) 2014 RY38
- (712058) 2014 RG39
- (712059) 2014 RB40
- (712060) 2014 RP43
- (712061) 2014 RQ43
- (712062) 2014 RT48
- (712063) 2014 RH49
- (712064) 2014 RZ49
- (712065) 2014 RY50
- (712066) 2014 RJ53
- (712067) 2014 RJ55
- (712068) 2014 RX57
- (712069) 2014 RZ57
- (712070) 2014 RK59
- (712071) 2014 RV59
- (712072) 2014 RV64
- (712073) 2014 RZ64
- (712074) 2014 RQ65
- (712075) 2014 RW65
- (712076) 2014 RF66
- (712077) 2014 RH66
- (712078) 2014 RJ66
- (712079) 2014 RO66
- (712080) 2014 RP66
- (712081) 2014 RD67
- (712082) 2014 RE67
- (712083) 2014 RH67
- (712084) 2014 RQ68
- (712085) 2014 RT68
- (712086) 2014 RK69
- (712087) 2014 RC70
- (712088) 2014 RU70
- (712089) 2014 RD76
- (712090) 2014 RD77
- (712091) 2014 RW78
- (712092) 2014 RF79
- (712093) 2014 RF80
- (712094) 2014 RP80
- (712095) 2014 RW80
- (712096) 2014 RT84
- (712097) 2014 RH88
- (712098) 2014 RC90
- (712099) 2014 RG90
- (712100) 2014 RS91
- (712101) 2014 SO
- (712102) 2014 SP5
- (712103) 2014 SL6
- (712104) 2014 SW7
- (712105) 2014 SW8
- (712106) 2014 SV10
- (712107) 2014 SM12
- (712108) 2014 SO17
- (712109) 2014 SP18
- (712110) 2014 SF19
- (712111) 2014 SN19
- (712112) 2014 SW23
- (712113) 2014 SU24
- (712114) 2014 SQ25
- (712115) 2014 SK29
- (712116) 2014 SY30
- (712117) 2014 SA31
- (712118) 2014 SP32
- (712119) 2014 SJ35
- (712120) 2014 SN35
- (712121) 2014 SS35
- (712122) 2014 SJ38
- (712123) 2014 SU38
- (712124) 2014 SJ44
- (712125) 2014 SO45
- (712126) 2014 SQ49
- (712127) 2014 SH51
- (712128) 2014 SG53
- (712129) 2014 SQ53
- (712130) 2014 SW54
- (712131) 2014 SQ55
- (712132) 2014 SR55
- (712133) 2014 SW57
- (712134) 2014 SE58
- (712135) 2014 SU60
- (712136) 2014 SJ63
- (712137) 2014 SU64
- (712138) 2014 SJ65
- (712139) 2014 SF66
- (712140) 2014 SP70
- (712141) 2014 SA71
- (712142) 2014 SF71
- (712143) 2014 SA72
- (712144) 2014 SP72
- (712145) 2014 SR72
- (712146) 2014 SS75
- (712147) 2014 SM76
- (712148) 2014 SZ76
- (712149) 2014 SH77
- (712150) 2014 SN79
- (712151) 2014 SR79
- (712152) 2014 SX79
- (712153) 2014 SJ80
- (712154) 2014 SB81
- (712155) 2014 SW82
- (712156) 2014 SV83
- (712157) 2014 SO85
- (712158) 2014 SQ85
- (712159) 2014 SP89
- (712160) 2014 SC90
- (712161) 2014 SM90
- (712162) 2014 SY91
- (712163) 2014 SK92
- (712164) 2014 SZ92
- (712165) 2014 SF93
- (712166) 2014 SB94
- (712167) 2014 SE97
- (712168) 2014 SP97
- (712169) 2014 SA100
- (712170) 2014 SF102
- (712171) 2014 SC103
- (712172) 2014 SY103
- (712173) 2014 SH104
- (712174) 2014 SP105
- (712175) 2014 SJ106
- (712176) 2014 ST106
- (712177) 2014 SL107
- (712178) 2014 SS108
- (712179) 2014 SQ109
- (712180) 2014 SN110
- (712181) 2014 SA112
- (712182) 2014 SU112
- (712183) 2014 SG113
- (712184) 2014 SF115
- (712185) 2014 SF116
- (712186) 2014 SJ116
- (712187) 2014 SZ116
- (712188) 2014 SM119
- (712189) 2014 SZ119
- (712190) 2014 SK125
- (712191) 2014 SO126
- (712192) 2014 SO127
- (712193) 2014 SU128
- (712194) 2014 SE129
- (712195) 2014 SJ129
- (712196) 2014 SK129
- (712197) 2014 SE130
- (712198) 2014 SS135
- (712199) 2014 SB138
- (712200) 2014 SM143
- (712201) 2014 SL145
- (712202) 2014 SR145
- (712203) 2014 SO147
- (712204) 2014 SC148
- (712205) 2014 SU148
- (712206) 2014 SO150
- (712207) 2014 ST150
- (712208) 2014 SS151
- (712209) 2014 SK153
- (712210) 2014 SA154
- (712211) 2014 SQ155
- (712212) 2014 SB156
- (712213) 2014 SN158
- (712214) 2014 SP158
- (712215) 2014 SA162
- (712216) 2014 SX162
- (712217) 2014 SC163
- (712218) 2014 ST163
- (712219) 2014 SD164
- (712220) 2014 SE166
- (712221) 2014 SK166
- (712222) 2014 SZ166
- (712223) 2014 SF171
- (712224) 2014 SQ171
- (712225) 2014 SX173
- (712226) 2014 SG174
- (712227) 2014 ST174
- (712228) 2014 SU174
- (712229) 2014 SN177
- (712230) 2014 ST177
- (712231) 2014 SY177
- (712232) 2014 SF178
- (712233) 2014 SX178
- (712234) 2014 SA183
- (712235) 2014 SY187
- (712236) 2014 SE188
- (712237) 2014 SX190
- (712238) 2014 SL193
- (712239) 2014 SZ193
- (712240) 2014 SC199
- (712241) 2014 SC200
- (712242) 2014 SC203
- (712243) 2014 SZ203
- (712244) 2014 SO206
- (712245) 2014 SG209
- (712246) 2014 SH209
- (712247) 2014 SR211
- (712248) 2014 SN212
- (712249) 2014 SE220
- (712250) 2014 SB222
- (712251) 2014 SG223
- (712252) 2014 SY226
- (712253) 2014 ST227
- (712254) 2014 SD229
- (712255) 2014 SU229
- (712256) 2014 SY229
- (712257) 2014 SQ230
- (712258) 2014 SM231
- (712259) 2014 SO231
- (712260) 2014 SA232
- (712261) 2014 SB232
- (712262) 2014 SP232
- (712263) 2014 SJ233
- (712264) 2014 SB235
- (712265) 2014 SK237
- (712266) 2014 SL239
- (712267) 2014 SR240
- (712268) 2014 SE241
- (712269) 2014 SF241
- (712270) 2014 SL241
- (712271) 2014 SN241
- (712272) 2014 SZ242
- (712273) 2014 SS243
- (712274) 2014 SJ244
- (712275) 2014 SS244
- (712276) 2014 SU246
- (712277) 2014 SC247
- (712278) 2014 SC248
- (712279) 2014 SH249
- (712280) 2014 SV250
- (712281) 2014 SG251
- (712282) 2014 SV253
- (712283) 2014 SD255
- (712284) 2014 SJ255
- (712285) 2014 SC261
- (712286) 2014 SV263
- (712287) 2014 SY269
- (712288) 2014 SH270
- (712289) 2014 SN272
- (712290) 2014 SR275
- (712291) 2014 SQ278
- (712292) 2014 SX279
- (712293) 2014 SG283
- (712294) 2014 SS286
- (712295) 2014 SF295
- (712296) 2014 SO295
- (712297) 2014 SA296
- (712298) 2014 SC298
- (712299) 2014 SF298
- (712300) 2014 SJ300
- (712301) 2014 SA303
- (712302) 2014 SB307
- (712303) 2014 SD308
- (712304) 2014 SK310
- (712305) 2014 SB311
- (712306) 2014 SM311
- (712307) 2014 SV314
- (712308) 2014 SL317
- (712309) 2014 SU317
- (712310) 2014 SY317
- (712311) 2014 SL318
- (712312) 2014 SQ319
- (712313) 2014 SM320
- (712314) 2014 SN322
- (712315) 2014 SF324
- (712316) 2014 SM328
- (712317) 2014 SY328
- (712318) 2014 SG329
- (712319) 2014 SP329
- (712320) 2014 ST329
- (712321) 2014 SY329
- (712322) 2014 ST331
- (712323) 2014 ST332
- (712324) 2014 SZ336
- (712325) 2014 SH337
- (712326) 2014 SL340
- (712327) 2014 SR340
- (712328) 2014 SN342
- (712329) 2014 SL343
- (712330) 2014 SV354
- (712331) 2014 SY354
- (712332) 2014 SZ354
- (712333) 2014 SR355
- (712334) 2014 SU355
- (712335) 2014 SB356
- (712336) 2014 SE356
- (712337) 2014 SN356
- (712338) 2014 SP356
- (712339) 2014 ST356
- (712340) 2014 SW356
- (712341) 2014 SK357
- (712342) 2014 SS357
- (712343) 2014 SF359
- (712344) 2014 SG359
- (712345) 2014 SP359
- (712346) 2014 SC360
- (712347) 2014 SE360
- (712348) 2014 SC361
- (712349) 2014 SK361
- (712350) 2014 SU364
- (712351) 2014 SX370
- (712352) 2014 SY370
- (712353) 2014 SA371
- (712354) 2014 SB380
- (712355) 2014 SH380
- (712356) 2014 ST384
- (712357) 2014 SV384
- (712358) 2014 SU385
- (712359) 2014 SO386
- (712360) 2014 SS386
- (712361) 2014 SD388
- (712362) 2014 ST390
- (712363) 2014 SG391
- (712364) 2014 SO391
- (712365) 2014 SX391
- (712366) 2014 SS394
- (712367) 2014 SY395
- (712368) 2014 SW396
- (712369) 2014 SD399
- (712370) 2014 TB1
- (712371) 2014 TU1
- (712372) 2014 TO2
- (712373) 2014 TF3
- (712374) 2014 TX4
- (712375) 2014 TC7
- (712376) 2014 TY10
- (712377) 2014 TS14
- (712378) 2014 TL15
- (712379) 2014 TU15
- (712380) 2014 TY15
- (712381) 2014 TP20
- (712382) 2014 TO21
- (712383) 2014 TD22
- (712384) 2014 TG24
- (712385) 2014 TN24
- (712386) 2014 TP24
- (712387) 2014 TX24
- (712388) 2014 TX25
- (712389) 2014 TS26
- (712390) 2014 TN28
- (712391) 2014 TU30
- (712392) 2014 TL35
- (712393) 2014 TS41
- (712394) 2014 TU43
- (712395) 2014 TQ44
- (712396) 2014 TW49
- (712397) 2014 TO50
- (712398) 2014 TA51
- (712399) 2014 TN51
- (712400) 2014 TB53
- (712401) 2014 TQ53
- (712402) 2014 TO56
- (712403) 2014 TZ56
- (712404) 2014 TU58
- (712405) 2014 TH62
- (712406) 2014 TT62
- (712407) 2014 TR63
- (712408) 2014 TD65
- (712409) 2014 TM65
- (712410) 2014 TX65
- (712411) 2014 TC68
- (712412) 2014 TC70
- (712413) 2014 TN71
- (712414) 2014 TU71
- (712415) 2014 TM72
- (712416) 2014 TU72
- (712417) 2014 TB73
- (712418) 2014 TZ74
- (712419) 2014 TB77
- (712420) 2014 TS78
- (712421) 2014 TJ79
- (712422) 2014 TZ82
- (712423) 2014 TN83
- (712424) 2014 TJ88
- (712425) 2014 TG89
- (712426) 2014 TM89
- (712427) 2014 TX89
- (712428) 2014 TY89
- (712429) 2014 TJ90
- (712430) 2014 TP90
- (712431) 2014 TW90
- (712432) 2014 TB91
- (712433) 2014 TC91
- (712434) 2014 TE91
- (712435) 2014 TN91
- (712436) 2014 TH92
- (712437) 2014 TA93
- (712438) 2014 TW93
- (712439) 2014 TC94
- (712440) 2014 TG98
- (712441) 2014 TY102
- (712442) 2014 TD103
- (712443) 2014 TE103
- (712444) 2014 TU103
- (712445) 2014 TX103
- (712446) 2014 TH105
- (712447) 2014 TV106
- (712448) 2014 TX106
- (712449) 2014 TP107
- (712450) 2014 TP108
- (712451) 2014 TL109
- (712452) 2014 TW110
- (712453) 2014 TY110
- (712454) 2014 TA111
- (712455) 2014 TM117
- (712456) 2014 TC119
- (712457) 2014 UJ
- (712458) 2014 UK2
- (712459) 2014 UH5
- (712460) 2014 UD6
- (712461) 2014 UJ7
- (712462) 2014 UY8
- (712463) 2014 UH9
- (712464) 2014 UT11
- (712465) 2014 UF13
- (712466) 2014 UB14
- (712467) 2014 UY14
- (712468) 2014 UN15
- (712469) 2014 UQ15
- (712470) 2014 UW15
- (712471) 2014 UA16
- (712472) 2014 UE16
- (712473) 2014 UH16
- (712474) 2014 UL16
- (712475) 2014 UK17
- (712476) 2014 UY17
- (712477) 2014 UX18
- (712478) 2014 UH19
- (712479) 2014 UG20
- (712480) 2014 UH21
- (712481) 2014 UX24
- (712482) 2014 UC25
- (712483) 2014 UW25
- (712484) 2014 UB28
- (712485) 2014 UC28
- (712486) 2014 UR28
- (712487) 2014 UK35
- (712488) 2014 UT35
- (712489) 2014 UQ37
- (712490) 2014 UG38
- (712491) 2014 UL39
- (712492) 2014 UE40
- (712493) 2014 UD43
- (712494) 2014 UR43
- (712495) 2014 UH45
- (712496) 2014 UR46
- (712497) 2014 UQ47
- (712498) 2014 UG48
- (712499) Alexstefanescu
- (712500) 2014 UP51
- (712501) 2014 UK54
- (712502) 2014 UL55
- (712503) 2014 UD60
- (712504) 2014 UF60
- (712505) 2014 UQ61
- (712506) 2014 UA62
- (712507) 2014 UG63
- (712508) 2014 UX64
- (712509) 2014 UA65
- (712510) 2014 UB65
- (712511) 2014 UE65
- (712512) 2014 UG67
- (712513) 2014 UM69
- (712514) 2014 UB73
- (712515) 2014 UW75
- (712516) 2014 UM79
- (712517) 2014 UQ79
- (712518) 2014 UZ79
- (712519) 2014 UW83
- (712520) 2014 UH84
- (712521) 2014 UJ84
- (712522) 2014 UZ85
- (712523) 2014 UG89
- (712524) 2014 UZ91
- (712525) 2014 UQ93
- (712526) 2014 UW95
- (712527) 2014 UG99
- (712528) 2014 UV100
- (712529) 2014 UD103
- (712530) 2014 UE103
- (712531) 2014 UV105
- (712532) 2014 UG110
- (712533) 2014 UA112
- (712534) 2014 UW115
- (712535) 2014 UQ116
- (712536) 2014 UT119
- (712537) 2014 UY119
- (712538) 2014 UT122
- (712539) 2014 UG124
- (712540) 2014 UA125
- (712541) 2014 UV126
- (712542) 2014 UO127
- (712543) 2014 UO128
- (712544) 2014 UN129
- (712545) 2014 UM132
- (712546) 2014 UG133
- (712547) 2014 UC134
- (712548) 2014 UG136
- (712549) 2014 UG137
- (712550) 2014 UU137
- (712551) 2014 UL138
- (712552) 2014 UX143
- (712553) 2014 UA144
- (712554) 2014 UY144
- (712555) 2014 UP145
- (712556) 2014 UR147
- (712557) 2014 UN148
- (712558) 2014 UJ149
- (712559) 2014 UP150
- (712560) 2014 UN152
- (712561) 2014 UM157
- (712562) 2014 UC158
- (712563) 2014 UN158
- (712564) 2014 UZ158
- (712565) 2014 US160
- (712566) 2014 UV161
- (712567) 2014 UZ161
- (712568) 2014 UX164
- (712569) 2014 UB166
- (712570) 2014 UK168
- (712571) 2014 UQ168
- (712572) 2014 UT168
- (712573) 2014 UV169
- (712574) 2014 UV170
- (712575) 2014 UF171
- (712576) 2014 UM171
- (712577) 2014 UE172
- (712578) 2014 UH173
- (712579) 2014 UE177
- (712580) 2014 UN178
- (712581) 2014 UP180
- (712582) 2014 UX183
- (712583) 2014 UP184
- (712584) 2014 UJ185
- (712585) 2014 UE190
- (712586) 2014 UF199
- (712587) 2014 UJ200
- (712588) 2014 UN200
- (712589) 2014 UR200
- (712590) 2014 UC201
- (712591) 2014 UR201
- (712592) 2014 UG211
- (712593) 2014 UL213
- (712594) 2014 UM220
- (712595) 2014 UM226
- (712596) 2014 UN227
- (712597) 2014 UZ230
- (712598) 2014 UF231
- (712599) 2014 UJ231
- (712600) 2014 UW231
- (712601) 2014 UR232
- (712602) 2014 UT232
- (712603) 2014 UW232
- (712604) 2014 UO233
- (712605) 2014 UM235
- (712606) 2014 UF237
- (712607) 2014 UH237
- (712608) 2014 UW237
- (712609) 2014 US238
- (712610) 2014 UP239
- (712611) 2014 UW240
- (712612) 2014 UQ247
- (712613) 2014 UG255
- (712614) 2014 UU255
- (712615) 2014 UZ257
- (712616) 2014 UK258
- (712617) 2014 UC262
- (712618) 2014 UJ269
- (712619) 2014 UU273
- (712620) 2014 UU282
- (712621) 2014 UR283
- (712622) 2014 UT284
- (712623) 2014 UR287
- (712624) 2014 VD3
- (712625) 2014 VG3
- (712626) 2014 VJ3
- (712627) 2014 VE4
- (712628) 2014 VU7
- (712629) 2014 VY7
- (712630) 2014 VA8
- (712631) 2014 VV8
- (712632) 2014 VP10
- (712633) 2014 VK11
- (712634) 2014 VA14
- (712635) 2014 VD16
- (712636) 2014 VH17
- (712637) 2014 VE18
- (712638) 2014 VS23
- (712639) 2014 VT23
- (712640) 2014 VW24
- (712641) 2014 VH26
- (712642) 2014 VJ27
- (712643) 2014 VE28
- (712644) 2014 VM28
- (712645) 2014 VS28
- (712646) 2014 VX28
- (712647) 2014 VW29
- (712648) 2014 VB30
- (712649) 2014 VG30
- (712650) 2014 VQ30
- (712651) 2014 VY30
- (712652) 2014 VY31
- (712653) 2014 VK32
- (712654) 2014 VB33
- (712655) 2014 VD33
- (712656) 2014 VH33
- (712657) 2014 VG34
- (712658) 2014 VP38
- (712659) 2014 VS39
- (712660) 2014 VD41
- (712661) 2014 VJ42
- (712662) 2014 VL44
- (712663) 2014 WC4
- (712664) 2014 WH8
- (712665) 2014 WF15
- (712666) 2014 WD18
- (712667) 2014 WE18
- (712668) 2014 WK19
- (712669) 2014 WC20
- (712670) 2014 WE20
- (712671) 2014 WG20
- (712672) 2014 WS21
- (712673) 2014 WZ21
- (712674) 2014 WC24
- (712675) 2014 WU25
- (712676) 2014 WM27
- (712677) 2014 WW28
- (712678) 2014 WM29
- (712679) 2014 WM31
- (712680) 2014 WZ31
- (712681) 2014 WP32
- (712682) 2014 WD33
- (712683) 2014 WM33
- (712684) 2014 WH34
- (712685) 2014 WA35
- (712686) 2014 WQ35
- (712687) 2014 WX35
- (712688) 2014 WG37
- (712689) 2014 WA38
- (712690) 2014 WM38
- (712691) 2014 WK39
- (712692) 2014 WY40
- (712693) 2014 WC41
- (712694) 2014 WG43
- (712695) 2014 WD45
- (712696) 2014 WE47
- (712697) 2014 WT48
- (712698) 2014 WH51
- (712699) 2014 WR51
- (712700) 2014 WO59
- (712701) 2014 WA60
- (712702) 2014 WQ61
- (712703) 2014 WD62
- (712704) 2014 WH63
- (712705) 2014 WJ64
- (712706) 2014 WR64
- (712707) 2014 WT64
- (712708) 2014 WV66
- (712709) 2014 WD68
- (712710) 2014 WK69
- (712711) 2014 WZ71
- (712712) 2014 WO73
- (712713) 2014 WC75
- (712714) 2014 WF76
- (712715) 2014 WK76
- (712716) 2014 WP80
- (712717) 2014 WQ80
- (712718) 2014 WC83
- (712719) 2014 WH84
- (712720) 2014 WL84
- (712721) 2014 WL86
- (712722) 2014 WY86
- (712723) 2014 WU87
- (712724) 2014 WK90
- (712725) 2014 WP90
- (712726) 2014 WL92
- (712727) 2014 WX93
- (712728) 2014 WE95
- (712729) 2014 WO97
- (712730) 2014 WW97
- (712731) 2014 WQ100
- (712732) 2014 WQ101
- (712733) 2014 WN102
- (712734) 2014 WO104
- (712735) 2014 WS105
- (712736) 2014 WR107
- (712737) 2014 WH110
- (712738) 2014 WC111
- (712739) 2014 WA113
- (712740) 2014 WS113
- (712741) 2014 WW114
- (712742) 2014 WE116
- (712743) 2014 WP117
- (712744) 2014 WF119
- (712745) 2014 WQ119
- (712746) 2014 WS121
- (712747) 2014 WB124
- (712748) 2014 WL125
- (712749) 2014 WU126
- (712750) 2014 WO127
- (712751) 2014 WQ130
- (712752) 2014 WV131
- (712753) 2014 WW132
- (712754) 2014 WN134
- (712755) 2014 WG135
- (712756) 2014 WS135
- (712757) 2014 WQ136
- (712758) 2014 WJ137
- (712759) 2014 WM137
- (712760) 2014 WF142
- (712761) 2014 WY145
- (712762) 2014 WM146
- (712763) 2014 WB148
- (712764) 2014 WP148
- (712765) 2014 WN150
- (712766) 2014 WU150
- (712767) 2014 WK151
- (712768) 2014 WF152
- (712769) 2014 WG152
- (712770) 2014 WT153
- (712771) 2014 WL154
- (712772) 2014 WA155
- (712773) 2014 WZ156
- (712774) 2014 WE157
- (712775) 2014 WO157
- (712776) 2014 WA158
- (712777) 2014 WY160
- (712778) 2014 WP166
- (712779) 2014 WR166
- (712780) 2014 WY166
- (712781) 2014 WA168
- (712782) 2014 WR168
- (712783) 2014 WB169
- (712784) 2014 WZ169
- (712785) 2014 WP172
- (712786) 2014 WS172
- (712787) 2014 WT172
- (712788) 2014 WY175
- (712789) 2014 WT177
- (712790) 2014 WV181
- (712791) 2014 WA183
- (712792) 2014 WX183
- (712793) 2014 WS185
- (712794) 2014 WX186
- (712795) 2014 WH189
- (712796) 2014 WQ191
- (712797) 2014 WC192
- (712798) 2014 WK192
- (712799) 2014 WB196
- (712800) 2014 WF196
- (712801) 2014 WM197
- (712802) 2014 WA198
- (712803) 2014 WS198
- (712804) 2014 WS203
- (712805) 2014 WG204
- (712806) 2014 WV204
- (712807) 2014 WC205
- (712808) 2014 WD205
- (712809) 2014 WU208
- (712810) 2014 WE214
- (712811) 2014 WO214
- (712812) 2014 WN215
- (712813) 2014 WZ215
- (712814) 2014 WD219
- (712815) 2014 WV219
- (712816) 2014 WY220
- (712817) 2014 WU221
- (712818) 2014 WM226
- (712819) 2014 WZ226
- (712820) 2014 WX230
- (712821) 2014 WS231
- (712822) 2014 WB232
- (712823) 2014 WB234
- (712824) 2014 WK236
- (712825) 2014 WE237
- (712826) 2014 WH243
- (712827) 2014 WW243
- (712828) 2014 WJ245
- (712829) 2014 WZ249
- (712830) 2014 WJ251
- (712831) 2014 WR255
- (712832) 2014 WX256
- (712833) 2014 WR264
- (712834) 2014 WC265
- (712835) 2014 WE269
- (712836) 2014 WY269
- (712837) 2014 WV273
- (712838) 2014 WW275
- (712839) 2014 WE276
- (712840) 2014 WT276
- (712841) 2014 WW276
- (712842) 2014 WQ277
- (712843) 2014 WW277
- (712844) 2014 WC279
- (712845) 2014 WJ279
- (712846) 2014 WN281
- (712847) 2014 WH282
- (712848) 2014 WU282
- (712849) 2014 WR285
- (712850) 2014 WT285
- (712851) 2014 WP287
- (712852) 2014 WO288
- (712853) 2014 WP288
- (712854) 2014 WZ288
- (712855) 2014 WK289
- (712856) 2014 WA290
- (712857) 2014 WD291
- (712858) 2014 WS291
- (712859) 2014 WE292
- (712860) 2014 WK295
- (712861) 2014 WB296
- (712862) 2014 WW298
- (712863) 2014 WS300
- (712864) 2014 WG301
- (712865) 2014 WN302
- (712866) 2014 WO302
- (712867) 2014 WR302
- (712868) 2014 WY303
- (712869) 2014 WW304
- (712870) 2014 WN305
- (712871) 2014 WV306
- (712872) 2014 WN308
- (712873) 2014 WU309
- (712874) 2014 WA310
- (712875) 2014 WE310
- (712876) 2014 WF310
- (712877) 2014 WV317
- (712878) 2014 WJ318
- (712879) 2014 WX318
- (712880) 2014 WL319
- (712881) 2014 WY319
- (712882) 2014 WL320
- (712883) 2014 WA321
- (712884) 2014 WE321
- (712885) 2014 WG321
- (712886) 2014 WX321
- (712887) 2014 WT322
- (712888) 2014 WN323
- (712889) 2014 WK324
- (712890) 2014 WE325
- (712891) 2014 WW326
- (712892) 2014 WT328
- (712893) 2014 WY328
- (712894) 2014 WS330
- (712895) 2014 WO331
- (712896) 2014 WO333
- (712897) 2014 WY334
- (712898) 2014 WK335
- (712899) 2014 WN335
- (712900) 2014 WU335
- (712901) 2014 WV335
- (712902) 2014 WV337
- (712903) 2014 WD338
- (712904) 2014 WL342
- (712905) 2014 WQ342
- (712906) 2014 WC343
- (712907) 2014 WH343
- (712908) 2014 WO343
- (712909) 2014 WE346
- (712910) 2014 WB347
- (712911) 2014 WR348
- (712912) 2014 WK351
- (712913) 2014 WG352
- (712914) 2014 WN353
- (712915) 2014 WT356
- (712916) 2014 WY357
- (712917) 2014 WB358
- (712918) 2014 WX359
- (712919) 2014 WM360
- (712920) 2014 WV361
- (712921) 2014 WC367
- (712922) 2014 WT371
- (712923) 2014 WW371
- (712924) 2014 WR372
- (712925) 2014 WL373
- (712926) 2014 WF378
- (712927) 2014 WQ379
- (712928) 2014 WA381
- (712929) 2014 WB383
- (712930) 2014 WW385
- (712931) 2014 WL386
- (712932) 2014 WW387
- (712933) 2014 WO388
- (712934) 2014 WQ388
- (712935) 2014 WD389
- (712936) 2014 WN389
- (712937) 2014 WL391
- (712938) 2014 WF394
- (712939) 2014 WW394
- (712940) 2014 WT395
- (712941) 2014 WV395
- (712942) 2014 WX395
- (712943) 2014 WR398
- (712944) 2014 WP400
- (712945) 2014 WQ402
- (712946) 2014 WV402
- (712947) 2014 WX403
- (712948) 2014 WP404
- (712949) 2014 WG405
- (712950) 2014 WO405
- (712951) 2014 WV405
- (712952) 2014 WA406
- (712953) 2014 WE407
- (712954) 2014 WF407
- (712955) 2014 WS407
- (712956) 2014 WS408
- (712957) 2014 WS409
- (712958) 2014 WQ412
- (712959) 2014 WU412
- (712960) 2014 WV413
- (712961) 2014 WS417
- (712962) 2014 WR418
- (712963) 2014 WA419
- (712964) 2014 WN419
- (712965) 2014 WC423
- (712966) 2014 WH425
- (712967) 2014 WL425
- (712968) 2014 WP429
- (712969) 2014 WV429
- (712970) 2014 WN430
- (712971) 2014 WT430
- (712972) 2014 WC433
- (712973) 2014 WS433
- (712974) 2014 WT433
- (712975) 2014 WP434
- (712976) 2014 WO437
- (712977) 2014 WR437
- (712978) 2014 WW438
- (712979) 2014 WQ440
- (712980) 2014 WY442
- (712981) 2014 WS444
- (712982) 2014 WQ445
- (712983) 2014 WU449
- (712984) 2014 WY449
- (712985) 2014 WR450
- (712986) 2014 WJ451
- (712987) 2014 WN452
- (712988) 2014 WV452
- (712989) 2014 WW453
- (712990) 2014 WP454
- (712991) 2014 WJ455
- (712992) 2014 WQ455
- (712993) 2014 WY455
- (712994) 2014 WV456
- (712995) 2014 WJ457
- (712996) 2014 WA458
- (712997) 2014 WL461
- (712998) 2014 WM463
- (712999) 2014 WC464
- (713000) 2014 WS467